# Alejandro Garay
Alejandro Garay, vollständiger Name Alejandro Ricardo Garay Villalba, (* 17. Januar 1960 in Villa Soriano) ist ein uruguayischer Fußballtrainer.

## Karriere
Garay war von Januar bis Mitte Juli 2005 Trainer des Club Sportivo Cerrito. Ab dem 21. Februar 2007 trainierte er für einen Monat die Mannschaft des peruanischen Vereins Total Chalaco. Von Januar 2008 bis Mitte Mai 2009 übte er eine Trainertätigkeit im Nachwuchsbereich beim Danubio FC aus. Bis Mitte Juni 2009 übernahm er dann vorübergehend die Verantwortung für das Profiteam des Klubs aus Montevideo. Anschließend kehrte er bis zum Jahresende auf seine vormalige Position zurück. Am 7. Dezember 2010 leitete er mit der Partie in Porto Alegre gegen die Mannschaft von Grêmio Porto Alegre sein Debütspiel als Trainer der uruguayischen U-15-Nationalmannschaft. In der Folgezeit betreute er diese Auswahl in 93 Spielen und erzielte mit der „Celeste“ 45 Siege, 17 Unentschieden und verlor 31 Partien. Er trat mit der Nationalelf bei insgesamt drei Südamerikameisterschaften in dieser Altersklasse an. 2011 belegte er mit dem Team den vierten Platz. Beim Turnier zwei Jahre später in Bolivien schied man in der Vorrunde aus. 2015 erreichte Garay sein bestes Ergebnis mit der U-15 und wurde Vize-Südamerikameister nach einer Finalniederlage gegen Brasilien, die erst nach einem 4:5 im Elfmeterschießen zustande kam. Kurzzeitig zeichnete er auch für U-16- und U-18-Auswahlteams des südamerikanischen Staates verantwortlich. Bei der U-16 stehen je vier Siege und Niederlagen zu Buche. Mit der U-18 siegte er dreimal, spielte einmal unentschieden und unterlag zweimal. Seite März 2016 ist er Trainer der uruguayischen U-17-Nationalmannschaft. Mit dieser erzielte er aus den ersten 24 Länderspielen unter seiner Ägide, 14 Siege und zehn Niederlagen.